# Muhammad at-Tidżani
Muhammad at-Tidżani as-Samawi (arab. ‏محمد التيجاني السماوي‎; ur. 2 lutego 1943 r. w Kafsie) – szyicki duchowny tunezyjski, konwertyta z sunnizmu.
Muhammad at-Tidżani urodził się w religijnej rodzinie muzułmanów sunnickich żyjącej w Kafsie, wtedy pod panowaniem francuskim. Jego przodkowie osiedli w Tunezji, emigrując z miasta As-Samawa w południowym Iraku. Posiada dwa stopnie naukowe doktora, w tym jeden uzyskany na Uniwersytecie Paryskim. Na zaproszenie poznanego w Egipcie irackiego wykładowcy z Uniwersytetu Bagdadzkiego o imieniu Munim, który habilitował się na egipskim Uniwersytecie al-Azhar, spędził kilka tygodni w Nadżafie i Bagdadzie, debatując i polemizując z czołowymi duchownymi szyickimi jak Abu al-Kasim al-Chu’i, Muhammad Bakir as-Sadr i Muhammad Husajn Tabataba'i, na końcu akceptując ten nurt islamu jako jedynie prawdziwy.
Napisał szereg prac polemicznych na temat obu szkół islamskich, m.in.: 
- Summa ihtadajt (arab. ثم اهتديت, ang. Then I Was Guided, pol. Nawrócony w drodze) – Pierwsza z serii książek, które at-Tidżani napisał z myślą o sunnickiej audiencji. Zadaje w niej te same pytania, z którymi zmagał się, studiując doktrynę islamu szyickiego. Na podstawie szczegółowej i dociekliwej analizy, w konkluzji doszedł do wniosku, iż teologia sunnicka nie jest w stanie się obronić.
- Fa-isalu ahl az-zikr (arab. فاسألوا أهل الذكر, ang. Ask Those Who Know)
- Li-akun ma'a as-sadikin (arab. لأكون مع الصادقين, ang. To Be With The Truthful)

Rozpowszechnianie jego prac jest prawnie zakazane w kilku krajach o większości sunnickiej, m.in. w wahhabickiej Arabii Saudyjskiej czy Malezji.